# Brad Richards
Bradley Glenn Richards (* 2. května 1980, Murray Harbour, Ostrov prince Edwarda, Kanada) je bývalý kanadský hokejový útočník naposledy hrající v týmu Detroit Red Wings v severoamerické lize NHL. Richards je dvojnásobným vítězem Stanley cupu, který vyhrál s Tampou Bay Lightning v roce 2004 a s Chicagem Blackhawks v roce 2015.

## Klubová kariéra

### Tampa Bay Lightning
V roce 1998 si ho ve třetím kole draftu NHL jeho celkově 64. hráče v pořadí vybral tým Tampa Bay Lightning. Na svůj debut v nejlepší hokejové lize světa si musel Richards počkat dva roky, tedy do sezóny 2000/01, kdy odehrál za Lightning všech 82 zápasů základní části, ve kterých si připsal 62 kanadských bodů, což ho řadilo k největším ofenzivním tahounům mužstva. Tuto roli pak Richards potvrzoval i v několika dalších ročnících. Největších týmových i individuálních úspěchů pak dosáhl v roce 2004, kdy s Tampou vyhrál Stanley Cup a v play off byl tím vůbec nejužitečnějším hráčem, za což dostal ocenění Conn Smythe Trophy. Ve stejném roce získal i Lady Byng Trophy pro nejslušnějšího hráče v NHL a také vyhrál s kanadskou reprezentací světový pohár. Za Tampu Bay nakonec hrál až do roku 2008.

### Dallas Stars
26. února 2008, několik hodin před tradiční uzávěrkou přestupů, se jej Lightning rozhodli vyměnit do týmu Dallas Stars. Společně s Richardsem do Dallasu putoval také brankář Johan Holmqvist a za tuto dvojici hráčů Tampa dostala brankáře Mikea Smitha, centra Jeffa Halperna. levé křídlo Jussiho Jokinena a čtvrtou volbu v draftu roku 2009. Za Stars Richards hrál do roku 2011 a vždy patřil k nejlepším hráčům v týmu. Do play off však dokázal svůj tým dotáhnout pouze jednou a i kvůli tomu se rozhodl v létě roku 2011 nepodepsat s Dallasem novou smlouvu a odejít jako volný hráč jinam.

### New York Rangers
2. července 2011 podepsal Richards lukrativní devítiletou smlouvu na 60 miliónů USD s týmem New York Rangers. Jeho výkony však měly po podpisu této monstrózní smlouvy sestupnou tendenci, a tak se ho rozhodli Rangers již v létě roku 2014 z kontraktu vykoupit a to i přesto, že klubu předtím pomohl k postupu do finále Stanley Cupu, kde Rangers podlehli týmu Los Angeles Kings. Richards se po vykoupení stal opět volným hráčem.

### Chicago Blackhawks
Hned první den po otevření trhu s volnými hráči, tedy 1. července 2014 podepsal jednoletou smlouvu na 2 milióny USD s týmem Chicago Blackhawks a doufal, že by mohl s tímto týmem znovu vyhrát Stanley Cup. To se mu nakonec také povedlo, když Blackhawks ve finále porazili jeho bývalý tým Tampu Bay Lightning v šesti zápasech.

### Detroit Red Wings
Richards chtěl v Chicagu zůstat, ale Blackhawks tížil platový strop, a tak mu nakonec novou smlouvu nenabídli. On si však nové angažmá našel velmi rychle, když 1. července 2015 podepsal jednoletou smlouvu na 3 milióny USD s týmem Detroit Red Wings. Jeho kontrakt obsahuje také jeden milión USD, který si Richards může vydělat na bonusech, jenž závisí na úspěchu týmu v play off.

## Individuální úspěchy
- 1997 - byl vyhlášen nováčkem roku SJHL.
- 2000 - byl jmenován do 1. All-Star týmu CHL.
- 2000 - byl jmenován do All-Star týmu Memorial cupu CHL.
- 2000 - vyhrál Stafford Smythe Memorial Trophy.
- 2000 - vyhrál CHL Top Scorer Award.
- 2000 - vyhrál Paul Dumont Trophy.
- 2000 - vyhrál Guy Lafleur Trophy.
- 2000 - vyhrál AutoPro Plaque.
- 2000 - byl jmenován do 1. All-Star týmu QMJHL.
- 2000 - vyhrál Jean Béliveau Trophy.
- 2001 - byl jmenován do All-Rookie týmu NHL.
- 2004 - vyhrál Conn Smythe Trophy.
- 2004 - vyhrál Lady Byng Memorial Trophy.
- 2011 - Hrál v NHL All-Star Game.

## Týmové úspěchy
- 2000 - vyhrál s kanadským juniorským týmem bronzovou medaili na MS juniorů.
- 2000 - vyhrál s Rimouski Océanic - Memorial Cup.
- 2000 - vyhrál s Rimouski Océanic ligu QMJHL.
- 2004 - vyhrál s Tampou Bay Lightning - Prince of Wales Trophy.
- 2004 - vyhrál s Tampou Bay Lightning - Stanley cup.
- 2004 - vyhrál a kanadskou reprezentací - světový pohár.
- 2015 - vyhrál s Chicagem Blackhawks - Stanley Cup

## Klubové statistiky
| Sezona                 | Klub                | Soutěž     | Základní část | Základní část | Základní část | Základní část | Základní část | Play off | Play off | Play off | Play off | Play off |
| Sezona                 | Klub                | Soutěž     | Z             | G             | A             | B             | TM            | Z        | G        | A        | B        | TM       |
| ---------------------- | ------------------- | ---------- | ------------- | ------------- | ------------- | ------------- | ------------- | -------- | -------- | -------- | -------- | -------- |
| 1996–97                | Notre Dame Hounds   | SJHL       | 63            | 39            | 48            | 87            | 73            | —        | —        | —        | —        | —        |
| 1997–98                | Rimouski Océanic    | QMJHL      | 68            | 33            | 82            | 115           | 44            | 19       | 8        | 24       | 32       | 2        |
| 1998–99                | Rimouski Océanic    | QMJHL      | 59            | 39            | 92            | 131           | 55            | 11       | 9        | 12       | 21       | 6        |
| 1999–00                | Rimouski Océanic    | QMJHL      | 63            | 71            | 115           | 186           | 69            | 12       | 13       | 24       | 37       | 16       |
| 2000–01                | Tampa Bay Lightning | NHL        | 82            | 21            | 41            | 62            | 14            | —        | —        | —        | —        | —        |
| 2001–02                | Tampa Bay Lightning | NHL        | 82            | 20            | 42            | 62            | 13            | —        | —        | —        | —        | —        |
| 2002–03                | Tampa Bay Lightning | NHL        | 80            | 17            | 57            | 74            | 24            | 11       | 0        | 5        | 5        | 12       |
| 2003–04                | Tampa Bay Lightning | NHL        | 82            | 26            | 53            | 79            | 12            | 23       | 12       | 14       | 26       | 4        |
| 2004–05                | Ak Bars Kazaň       | RSL        | 6             | 2             | 5             | 7             | 16            | —        | —        | —        | —        | —        |
| 2005–06                | Tampa Bay Lightning | NHL        | 82            | 23            | 68            | 91            | 32            | 5        | 3        | 5        | 8        | 6        |
| 2006–07                | Tampa Bay Lightning | NHL        | 82            | 25            | 45            | 70            | 23            | 6        | 3        | 5        | 8        | 6        |
| 2007–08                | Tampa Bay Lightning | NHL        | 62            | 18            | 33            | 51            | 15            | —        | —        | —        | —        | —        |
| 2007–08                | Dallas Stars        | NHL        | 12            | 2             | 9             | 11            | 0             | 18       | 3        | 12       | 15       | 8        |
| 2008–09                | Dallas Stars        | NHL        | 56            | 16            | 32            | 48            | 6             | —        | —        | —        | —        | —        |
| 2009–10                | Dallas Stars        | NHL        | 80            | 24            | 67            | 91            | 14            | —        | —        | —        | —        | —        |
| 2010–11                | Dallas Stars        | NHL        | 72            | 28            | 49            | 77            | 24            | —        | —        | —        | —        | —        |
| 2011–12                | New York Rangers    | NHL        | 82            | 25            | 41            | 66            | 22            | 20       | 6        | 9        | 15       | 8        |
| 2012–13                | New York Rangers    | NHL        | 46            | 11            | 23            | 34            | 14            | 10       | 1        | 0        | 1        | 2        |
| 2013–14                | New York Rangers    | NHL        | 82            | 20            | 31            | 51            | 18            | 25       | 5        | 7        | 12       | 4        |
| 2014–15                | Chicago Blackhawks  | NHL        | 76            | 12            | 25            | 37            | 12            | 23       | 3        | 11       | 14       | 8        |
| 2015–16                | Detroit Red Wings   | NHL        | 68            | 10            | 18            | 28            | 8             | 5        | 1        | 0        | 1        | 7        |
| NHL celkem             | NHL celkem          | NHL celkem | 1126          | 298           | 634           | 932           | 251           | 146      | 37       | 68       | 105      | 65       |
| Konec hokejové kariéry |                     |            |               |               |               |               |               |          |          |          |          |          |

### Reprezentační statistiky
| 2000                   | MSJ                    | 7  | 1 | 1 | 2  | 0 |
| 2001                   | MS                     | 7  | 3 | 3 | 6  | 0 |
| 2004                   | SP                     | 6  | 1 | 3 | 4  | 0 |
| 2006                   | ZOH                    | 6  | 2 | 2 | 4  | 6 |
| Seniorská reprezentace | Seniorská reprezentace | 19 | 6 | 8 | 14 | 6 |